# Раскопки (фильм)
«Раскопки» (англ. The Dig) — британский драматический фильм 2021 года режиссёра Саймона Стоуна, основанный на одноимённом романе Джона Престона 2007 года. Картина, действие которой разворачивается в 1939 году, рассказывает об обнаружении и раскопках курганного некрополя Саттон-Ху. В главных ролях снялись Рэйф Файнс, Кэри Маллиган, Лили Джеймс, Джонни Флинн, Бен Чаплин, Кен Стотт, Арчи Барнс и Моника Долан.
Фильм вышел в ограниченный прокат 15 января 2021 года, а с 29 января 2021 года стал доступен на платформе Netflix. Фильм удостоился положительных отзывов критиков и получил пять номинаций на премию Британской киноакадемии, в том числе как «Выдающийся британский фильм года».

## Сюжет
В 1939 году землевладелица из Саффолка Эдит Притти нанимает местного археолога-самоучку и землекопа Бэзила Брауна для работы над могильными курганами в своем сельском поместье в Саттон-Ху недалеко от Вудбриджа. Сначала она предлагает Брауну ту же зарплату, которую он получал от Ипсуичского музея, но тот считает эту сумму неадекватно низкой; поэтому она увеличивает своё предложение на 12 % до 2 фунтов стерлингов в неделю (примерно 120 фунтов стерлингов в ценах 2020 года). Бывшие работодатели безуспешно пытаются убедить Брауна вернуться к работе на римской вилле, которую они считают более перспективным объектом. Они не прислушиваются к словам Брауна, бросившего школу в 12 лет, когда он предполагает, что захоронения в курганах могут быть принадлежать англосаксам, а не викингам.
Вместе с несколькими помощниками из поместья Браун постепенно раскапывает самый перспективный курган. Однажды происходит обрушение траншеи, но жители поместья откапывают Брауна и возвращают к жизни. Браун проводит всё больше времени с вдовой Эдит и её маленьким сыном Робертом, игнорируя ежедневные письма от свой жены Мэй. У Эдит серьезные проблемы со здоровьем, и врач рекомендует её перестать беспокоиться и избегать стресса.
Браун с удивлением обнаруживает в земле железные заклёпки с ладьи, которая могла являться местом захоронения человека исключительной значимости, например, короля. Известный местный археолог Джеймс Рид-Мур пытается присоединиться к раскопкам, но получает отпор; вместо него Эдит для участия в проекте привлекает своего двоюродного брата Рори Ломакса. Новость об открытии вскоре распространяется, и из Кембриджа прибывает археолог Чарльз Филлипс, который объявляет корабль находкой национальной важности и по приказу Министерства общественных работ перенимает раскопки.
С приближением войны Филипс привлекает большую команду, в том числе и Пегги Пиггот, которая обнаруживает первый артефакт, характерный для англосаксонской культуры. Брауну разрешают остаться только для поддержания порядка на объекте, но Эдит вмешивается, и он возобновляет раскопки. Браун находит меровингский триенс, небольшую золотую монету из поздней античности, и Филипс объявляет это место важным историческим памятником. Филипс хочет отправить все предметы в Британский музей, но Эдит, обеспокоенная предстоящими воздушными налетами на Лондон, отстаивает свои права на находки. Следствие подтверждает, что она является владельцем ладьи и бесценных сокровищ из погребальной камеры. Здоровье Эдит продолжает ухудшаться.
Пегги, к которой равнодушен её муж Стюарт, заводит роман с Рори, но вскоре юношу призывают в Королевские военно-воздушные силы Великобритании. Эдит решает передать сокровища Саттон-Ху в Британский музей и просит удостоить Брауна признания за его работу. Она умирает в 1942 году.
В заключительных кадрах фильма сообщается, что сокровища Саттон-Ху на время Второй мировой войны были спрятаны на станции лондонского метрополитена. Широкая публика впервые увидела их спустя девять лет после смерти Эдит, но имя Бэзила Брауна не было упомянуто. Лишь в последние годы был признан уникальный вклад Бэзила в археологию, и его имя появилось рядом с именем Эдит на постоянной выставке в Британском музее.

## В ролях
- Рэйф Файнс — Бэзил Браун
- Кэри Маллиган — Эдит Притти
- Лили Джеймс — Пегги Пигготт
- Джонни Флинн — Рори Ломакс
- Бен Чаплин — Стюарт Пигготт
- Кен Стотт — Чарльз Филлипс
- Арчи Барнс — Роберт Притти
- Моника Долан — Мэй Браун

## Производство
В сентябре 2018 года стало известно, что Николь Кидман и Рэйф Файнс ведут переговоры о своём участии в фильме. Однако к январю 2019 года Кидман больше не принимала никакого участия в проекте и её заменила Кэри Маллиган, а права на фильм перешли от BBC Films к Netflix. Лили Джеймс вступила в переговоры, чтобы присоединиться к актёрскому составу в сентябре. В октябре 2019 года Джонни Флинн, Бен Чаплин, Кен Скотт и Моника Долан присоединились к актёрскому составу фильма.
Съёмочный период начался в Шеклфорде, Суррей, Великобритания в октябре 2019 года.

## Награды и номинации
| Награда                                                | Дата вручения  | Категория                                 | Номинанты и получатели                      | Результат | П.    |
| ------------------------------------------------------ | -------------- | ----------------------------------------- | ------------------------------------------- | --------- | ----- |
| Премия Британской Академии в области кино              | 11 апреля 2021 | Выдающийся британский фильм года          | Саймон Стоун, Габриэль Тана и Мойра Буффини | Номинация | [ 6 ] |
| Премия Британской Академии в области кино              | 11 апреля 2021 | Лучший адаптированный сценарий            | Мойра Буффини                               | Номинация | [ 6 ] |
| Премия Британской Академии в области кино              | 11 апреля 2021 | Лучший художник-постановщик               | Мария Джуркович, Татьяна Макдональд         | Номинация | [ 6 ] |
| Премия Британской Академии в области кино              | 11 апреля 2021 | Лучший дизайн костюмов                    | Элис Бэбидж                                 | Номинация | [ 6 ] |
| Премия Британской Академии в области кино              | 11 апреля 2021 | Лучший грим и причёски                    | Дженни Ширкор                               | Номинация | [ 6 ] |
| Премия Лондонского кружка кинокритиков                 | 2021           | Лучшая британская/ирландская актриса года | Кэри Маллиган                               | Номинация |       |
| Премия Американского общества специалистов по кастингу | 2021           | Лучший кастинг для драмы                  | Люси Беван                                  | Номинация |       |